# Descendență (Star Trek: Voyager)
„Descendență” (titlu original: „Lineage”) este al 12-lea episod din al șaptelea sezon (și ultimul) al serialului TV american științifico-fantastic Star Trek: Voyager și al 158-lea episod în total. A avut premiera la 24 ianuarie 2001 pe canalul UPN.

## Prezentare
Acum căsătorită cu Tom Paris, B'Elanna Torres descoperă că este însărcinată. Doctorul îi spune că așteaptă o fiică; dar amintirea traumelor din copilărie pe care B'Elanna le-a suferit, fiind o fetiță parțial Klingoniană ce crescuse înconjurată de oameni, o determină pe aceasta să îndepărteze ADN-ul Klingonian al copilului ei.

## Actori ocazionali
- Manu Intiraymi - Icheb
- Juan Garcia - John Torres
- Jessica Gaona - Young B'Elanna Torres
- Javier Grajeda - Carl Torres
- Paul Robert Langdon - Dean Torres
- Nicole Sarah Fellows - Elizabeth Torres
- Gilbert R. Leal - Michael Torres